# Stactobia beor
Stactobia beor är en nattsländeart som beskrevs av Schmid 1983. Stactobia beor ingår i släktet Stactobia och familjen smånattsländor. Inga underarter finns listade i Catalogue of Life.